# Hyles strasillai
Hyles strasillai är en fjärilsart som beskrevs av Stauder. 1921. Hyles strasillai ingår i släktet Hyles och familjen svärmare. Inga underarter finns listade i Catalogue of Life.